# Guadalupe (Chihuahua)
Guadalupe è un comune del Messico, situato nello stato di Chihuahua.